# Yvonne de Bray
Yvonne de Bray (12 de maio de 1887 - 1 de fevereiro de 1974) foi uma atriz francesa.